# Kaligula
 Ovo je glavno značenje pojma Kaligula. Za dramu Alberta Camusja pogledajte Kaligula (drama).
Kaligula (Antium, 31. kolovoza 12. – Rim, 24. siječnja 41.), Gaius Caesar Augustus Germanicus, rimski car

## Životopis
Kaligula je bio Tiberijev pranećak, a nadimak Caligula, što na latinskom znači čizmica, dobio je od vojnika u očevom vojnom logoru. Vrlo rastrošan i ekstravagantan - potrošio je velik dio novca koji je Tiberije pribavio carskoj blagajni, na darove i proslave. Vladao je od 37. do 41. godine.
Na početku svoje vladavine je amnestirao sve one koji su osuđeni pod Tiberijem, ali je ubrzo zapao u neprijateljske odnose sa Senatom, jer se u stilu helenističkih kraljeva počeo osjećati i ponašati kao car i bog. U tom svom samoljublju čak je, smatrajući se reinkarnacijom Jupitera, tražio pravo na jedan hram na Palatinu. Svog je konja pod imenom Kasač proglasio senatorom i konzulom.
Živio je raskalašenim životom. Vrlo samoljubive prirode, sagradio je hram posvećen samome sebi na čijem se otvaranju pojavio obučen poput božice. Oženio je vlastitu sestru, a njegova ludost je potpuno izbila na površinu kada je prigodom njezine smrti proglasio naredne tjedne razdobljem javnog žalovanja i zabranu smijeha.
Epizoda okupljanja ogromne količine rimskih legija kako bi napao Britaniju neslavno je završila jer je Kaligula jednostavno zaboravio svojoj vojsci osigurati brodove kako bi prešli kanal.
Imao je mnoštvo ljubavnica kojima je, ljubeći ih u vrat, tepao da će izgubiti svoju prekrasnu glavu kad god on to odluči. Njegove okrutne kazne i smaknuća protivnika i urotnika bili su poznati širom carstva. Različite urote i okrutne odmaze učinile su odnose između Kaligule i senatora nepodnošljivom, a sam Kaligula je sve više tonuo u bolesne sklonosti i psihičku rastrojenost. Ubili su ga njegovi vlastiti vojnici. Poznat je i po tome što je ubio prijašnjeg vladara kako bi došao na vlast.